# Jan Skopeček
Jan Skopeček (ur. 19 września 1925 w Litoměřicach, zm. 27 lipca 2020 w Pradze) – czeski aktor teatralny i filmowy.

## Biografia
Urodzony w Litomierzycach Skopeček rozpoczął karierę aktorską w 1949 roku, występując w wielu sztukach. Był żonaty z aktorką Věrą Tichánkovą; para pozostała razem aż do śmierci Tichánkovej w styczniu 2014 roku.
Jan Skopeček zmarł 27 lipca 2020 roku w wieku 94 lat.

## Wybrana filmografia
- 1952: Porwanie jako redaktor Vünsch
- 1956: Dobry wojak Szwejk jako wysoki lekarz
- 1957: Osamotniony jako Arnošt
- 1957: Melduję posłusznie jako kapral w Taborze
- 1958: Tęsknota
- 1959: Królewna ze złotą gwiazdą jako strażnik
- 1960: Nienawiść jako mężczyzna z karabinem
- 1960: Droga do domu jako dywersant
- 1960: Wyższa zasada żandarm
- 1960: Romeo, Julia i ciemność jako tajniak
- 1963: Towarzysz regent jako kamerdyner
- 1963: Strażnik dynamitu jako mężczyzna ze strzelbą "Nenávist"
- 1966: Kto chce zabić Jessii? jako mówca w krematorium
- 1967: Klatka dla dwojga jako Straw Boss
- 1968: Objazd jako Jirí Tichácek
- 1971: Kobiety na spalonym jako Kopřiva
- 1973: Trzech facetów w podróży jako ojciec Václav Potůček
- 1975: Tak zaczyna się miłość jako kelner
- 1976: Jutro się policzymy, kochanie jako oficer służb bezpieczeństwa
- 1976: Lato z kowbojem jako ojczym Honzy
- 1976: Mareczku, podaj mi pióro! jako zastępca
- 1977: Brygada upał jako górnik Mašín zwany Čistědonaha[3].
- 1977: 56 godzin na wagarach jako kelner
- 1981: Tajemnica zamku w Karpatach jako wieśniak
- 1982: Na przyszłość będziemy sprytniejsi, stary jako mistrz w więzieniu
- 1983: Goście jako drukarz
- 1987: Zaginiona księżniczka jako Šveňha
- 1988: Anioł uwodzi diabła jako majordomus Emanuel
- 1988: Dobre gołębie wracają jako pielęgniarz Okrouhlický zwany Tátamáma
- 1993: Krwawa powieść jako Hermit
- 2002: Waterloo po czesku jako emeryt Krobot
- 2003: Kameniak jako dziadek Novák
- 2004: Kameniak 2 jako dziadek Novák
- 2008: Młode wino jako mężczyzna z rowerem
- 2009: 2 młode wina jako Deda skopecek
- 2009: Księżniczka i diabeł jako radca Matyáš
- 2012: Stara miłość nie rdzewieje jako Bláha